# Eve of Destruction
"Eve of Destruction" är en protestsång skriven av P.F. Sloan 1965. Flera artister har spelat in den, men den mest kända inspelningen är av Barry McGuire. Den inspelningen gjordes 12-15 juli 1965 och släpptes på marknaden av Dunhill Records. De medverkande musikerna var yrkesmusiker från Los Angeles: P.F. Sloan på gitarr, Hal Blaine på trummor och Larry Knechtel på bas. Sången på skivan lades till som en grov mix och det var inte menat som en slutgiltig version, men en kopia av inspelningen läckte ut till DJ:s som började spela den. Låten blev en succé direkt och de andra tilltänkta inspelningarna gjordes aldrig. Den amerikanska rapparen Eve använde ett tag låtens titel som artistnamn.

## Billboard
Under veckan då låten släpptes var den på 30:e plats på Cash Box listorna och nummer 103 på Billboard listorna. Den 12 augusti släppte Dunhill LP:n Barry McGuire Featuring Eve of Destruction.  LP:n nådde sin topp vid plats nummer 37 på Billbordalbumslistan under veckan och avslutades 25 september. Samma dag gick singeln till första plats på båda listorna. McGuire gick aldrig högre än topp-40 på Billboard Hot 100.

## The Byrds tackade nej
The Byrds hade först blivit erbjuden att spela in sången och vart tänkt att vara en hit för Bob Dylan, men de tackade nej. The Turtles, en annan Los Angeles-grupp som ofta spelade in låtar som The Byrds' tackade nej till, spelade in den istället. Deras version gjordes som en del av ett album som spelades in strax före McGuire's version. Den kom 1970 in på Billboard Hot 100 på 100:e plats.

## Sångens innehåll
Sången är en varning för den närstående apokalypsen och anses av många vara en typisk protestsång. Den uttryckte den frustration och den rädsla som många unga människor kände under kalla kriget, Vietnamkriget, kärnvapenupprustningen och den amerikanska medborgarrättsrörelsen.

## Motangrepp på sången
Sången fick hård kritik från både konservativa och demokrater. Från högern släppte gruppen The Spokesmen ett "svarsalbum" med namnet "The Dawn of Correction". Några månader senare släppte Barry Sadler den patriotiska sången "Ballad of The Green Berets".

## Coverversioner
I slutet av 1970-talet spelade det Los Angeles-baserade punkbandet The Dickies in en cover av "Eve of Destruction". Johnny Thunders har även spelat den på konserter, samtidigt som kanadensiska punkbandet D.O.A. också gjorde en cover på sången samt släppte den med sitt album från 2004 Live Free Or Die. 1997 gjorde det australienska bandet Screaming Jets en cover på sitt album 'World Gone Crazy.
Peter Himmelstrand skrev en text på svenska som heter Vår värld ska gå under, som i inspelning av Thorstein Bergman  låg på Svensktoppen i två veckor under perioden 6-13 november 1965 med placeringarna 5-8 

## Låten i filmer och TV-serier
- Sången kunde höras kort i Stephen Kings miniserie från 1994, Pestens tid
- Låten hördes på The Simpsons, avsnitt GABF16, "The Girl Who Slept Too Little,"
- Låten hördes i Michael Winterbottoms film från 1997 Welcome to Sarajevo.
- Låten spelas i sin helhet i den italienska filmen ”Historien om Giorgio Rosas republik” från 2020.

## Censur
Efter terrorattackerna i USA den 11 september 2001 blev "Eve of Destruction" listad som en låt som inte borde spelas på radio en tid efter, då den kunde väcka känslor.

## Om texten
- "You’re old enough to kill, but not for votin’" ("du är gammal nog att döda, men inte att rösta"); den tidens lagar i USA (utom i fyra delstater), hade 21 och inte 18 som rösträttsålder.
- "And even the Jordan River has bodies floatin’" beskriver konflikterna i Mellanöstern.
- Sången beskriver även Selma, Alabama där den blodiga söndagen 1965 utspelade sig.
- ""Ah, you may leave here, for four days in space, but when you return, it's the same old place" ("Du kan lämna detta ställe för fyra dagar i rymden, men då du återvänder är det samma gamla plats). Det beskriver hur rymdfarkosten Gemini 4 i juni 1965 användes för en fyra dagar lång rymdresa.

## Listplaceringar
| Lista (1965-1966) | Topplacering          |
| ----------------- | --------------------- |
| Finland           | 9                     |
| Irland            | 2                     |
| Kanada            | 1 (RPM)               |
| Nederländerna     | 3                     |
| Norge             | 1                     |
| Storbritannien    | 3 (UK Singles Chart)  |
| Sverige           | 1 (Kvällstoppen)      |
| Sverige           | 1 (Tio i topp)        |
| USA               | 1 (Billboard Hot 100) |
| Västtyskland      | 6                     |